# Кульбак Лідія Андріївна
Лі́дія Андрі́ївна Кульба́к (до шлюбу — Володіна; нар. 26 грудня 1936) — українська поетеса.

## Життєпис
Народилася 26 грудня 1936 року у селі Новофедорівка Пологівського району Дніпропетровської області Української РСР (тепер — село Пологівського району Запорізької області України).
З 1954 року — почала друкуватися в періодиці.
У 1958 році — закінчила Кримський педагогічний інститут. 
З 1969 року — членкиня Національної спілки письменників України.
З 1971 по 1973 рік — працювала у редакції київського видавництва «Дніпро». 
З 1973 по 1981 рік — у видавництві «Український письменник». Потім — на творчій роботі.
У поезії звертається до тем міжвоєнного і повоєнного минулого, морально-етичних, екологічних, урбаністичних проблем. Деякі поезії — у жанрі вільного вірша, версету.
Окремі вірші перекладено на російську та угорську мови.
Має доньку Світлану та сина Олександра.